# Cordelia Chase
Cordelia Chase – fikcyjna postać z serialu Buffy: Postrach wampirów i Anioł ciemności, grana przez Charismę Carpenter.
Urodziła się w Sunnydale w Kalifornii w 1981 roku, prawdopodobnie 22 maja. Zmarła 4 lutego 2004 w Los Angeles. Jej ojciec był dość majętny, aż do momentu gdy wyszły na jaw jego oszustwa podatkowe. Cordelia była jedną z popularniejszych dziewczyn Sunnydale High School, nastawioną negatywnie do grupy Buffy Summers. Z czasem to się zmienia, i Cordelia staje się częścią grupy, tracąc przy tym część swojego statusu. Jest kibicem, udziela się w szkolnych konkursach, na królową szkoły czy balu. Przebiera też w chłopakach, ale głównie są to jednorazowe związki. Jej pierwszym poważnym jest dopiero związek z Xanderem Harrisem, od epizodu „What's my line part 2”, gdy oboje zostali uwięzieni w piwnicy Buffy. Początkowo oboje ukrywali ten fakt przed przyjaciółmi, zaś po jego ujawnieniu Cordelia w obawie o utratę swojej pozycji zrywa z chłopakiem w Walentynki. Kończy się to nieudanym zaklęciem miłosnym. Ostatecznie oboje jednak znowu są razem, aż do odcinka „Lover's walk” w sezonie trzecim, gdy Cordelia odkrywa że Willow i Xander mają romans. Po tym zdarzeniu Cordelia próbuje odzyskać swoją utraconą pozycję i zemścić się na chłopaku. Wypowiedziane przez nią życzenie sprawia iż powstaje Alternatywne Sunnydale bez pogromcy. Cordelia ginie tam zabita przez Xandera i Willow, którzy są w tym świecie wampirami. Po tym jak jej ojciec traci pieniądze, Cordelia musi pracować w butiku, by zarobić na sukienkę na bal maturalny. Jej tajemnicę zna tylko Xander, który ostatecznie dopłaca brakującą sumę. Cordelia na balu zbliża się nieco do Wesleya. Po trzecim sezonie, przenosi się do Los Angeles, gdzie próbuje zostać aktorką. Ostatecznie zaczyna pracować w biurze detektywistycznym Angela, wraz z Doyle’em, półdemonem, po którym Cordelia dostaje wizje. Po śmierci Doyle’a do agencji dołącza też Wesley. W drugim sezonie Cordelia trafia do demonicznego wymiaru Lorne, gdzie zostaje uznana za królową i poznaje Grossalugga. W trzecim sezonie zostaje półdemonem, gdyż jej wizje są dla niej zbyt wyniszczające. Następnie przechodzi na wyższy poziom, z którego jednak ostatecznie powraca. Zachodzi w ciążę z synem Angela Connorem, nie jest wtedy do końca sobą, zaś po urodzeniu Jasmine zapada w śpiączkę, z której już się nie budzi. Pojawia się jeszcze jako projekcja astralna, by wspomóc przyjaciół w walce w odcinku „You're Welcome”.